# Celaenia calotoides
Celaenia calotoides is een spinnensoort in de taxonomische indeling van de wielwebspinnen (Araneidae).
Het dier behoort tot het geslacht Celaenia. De wetenschappelijke naam van de soort werd voor het eerst geldig gepubliceerd in 1908 door William Joseph Rainbow.